# Вила Бреда (Пескара)
Вила Бреда (итал. Villa Breda) је насеље у Италији у округу Пескара, региону Абруцо.
Према процени из 2011. у насељу је живело 20 становника. Насеље се налази на надморској висини од 99 м.